# Det Centrale Virksomhedsregister
Det Centrale Virksomhedsregister (i kort form CVR) er et register, der indeholder information og data om danske virksomheder: aktieselskaber, anpartsselskaber, iværksætterselskaber, interessentskaber, enkeltmandsvirksomheder, kommanditselskaber, selvejende offentlige institutioner m.v.
CVR ejes og drives af Erhvervsstyrelsen og indeholder grunddata om virksomheder og deres produktionsenheder, dvs. oplysninger om navn, adresse, start og evt. ophørstidspunkt, virksomhedsform, branche, kontaktoplysninger, antal ansatte, personkreds, tegningsregel, registeret kapital mv.

## CVR-nummer
Virksomhederne i CVR har alle et CVR-nummer, der er et nummer svarende til CPR-nummeret for personer. Ligesom et CPR-nummer skulle tidligere, men ikke længere, skal et CVR-nummer valideres af modulus 11. Vægtene til brug for modulus-11-kontrol er 2, 7, 6, 5, 4, 3, 2, og 1. Det er ikke alle virksomheder i Danmark, der er registreret i CVR med et CVR-nummer, eksempelvis er personligt ejede virksomheder med en årsomsætning på under 50.000 (2011) ikke forpligtet til at lade sig registrere. Per 1. januar 2014 blev det gjort muligt at registrere en personligt ejet mindre virksomhed (PMV) som giver virksomheder med omsætning under 50.000 mulighed for at få et CVR-nummer registreret på sig.
Grønlandske selskaber fik fra januar 2018  CVR-nummer.

## P-enhed
Alle virksomheder har en eller flere såkaldte produktionsenheder.
En P-enhed repræsenterer den adresse, hvor der drives virksomhed fra. Som eksempel kan nævnes et teleselskab, som har forretning flere steder i landet. Det betyder også, at offentligheden kan fremsøge informationer om hvor en virksomhed har placeret sine forretningssteder.
Alle P-enheder får deres eget entydige nummer (P-nummer), som er unikt igennem hele virksomhedsregistret - det er altså ikke fortløbende under CVR-nummeret.
For danske statslige og kommunale arbejdssteder findes en tilsvarende identifikator, det såkaldte ALPOS-nummer.

## Webadgang
Via CVR på Virk Data  kan offentligheden fremsøge virksomhedsoplysninger. Virk.dk ejes og drives af Erhvervsstyrelsen, og siden bruges som informationskanal til nye virksomheder, indberetning af moms og hjælpeartikler. Når man fremsøger en virksomhed via deres hjemmeside, kan man finde basale virksomhedsinformationer, ejeroplysninger samt de såkaldte P-enheder. Er selskabet omfattet af revision eller på anden måde er forpligtet til at levere regnskab eller årsrapporter, så kan disse nu findes gratis på deres nye Virk.dk-hjemmeside.

### API
Med et API kan man med maskin-til-maskin kommunikation forespørge CVR-numre, og derved verificere en virksomheds CVR-nummer. De typiske data som API'et vil returnere ved et succesfuldt svar, vil indeholde virksomhedens stamdata. Her kan det blandt andet nævnes; firmanavn, adresse, kontaktoplysninger, reklamebeskyttelse.
Erhvervsstyrelsen stiller under Åben, offentlig datalicens den såkaldte System-til-system adgang til CVR-data til rådighed.
Der kan desuden findes private adgange til registeret, der bruger samme licens.